# 刘光文 (水文学家)
刘光文 （1910年7月30日—1998年3月6日），字博如，男，浙江杭州人，中国水文学家、水文教育家，河海大学教授、博士生导师，中国水文高等教育的奠基人、水文学科的开拓者，九三学社社员。

## 生平
1933年清华大学毕业。1935年留学美国依阿华大学，获水利工程科学硕士学位。后赴德国柏林工业学院从事研究。
1938年回国后历任广西大学、重庆大学、交通大学、复旦大学和华东水利学院教授。
1952年在华东水利学院（现河海大学）首创中国的水文系，首任系主任。主持制定教学计划及教学大纲、编写教材、讲授课程和指导教师，30多年历任系主任和名誉系主任。

## 学术贡献
刘光文致力于水文分析和计算，他首先系统地应用数理统计理论和方法于中国的水文分析和计算。1951年他著文提出在中国进行水文分析与计算的基本原则和问题，至今仍不失其指导意义。1958年主持三峡水坝的洪水计算研究，首创用暴雨组合法推求三峡可能最大洪水。主持或参加中国多座大中型水库设计洪水的论证审查。
1963年主编的《水文分析与计算》是中国该领域中有影响的著作之一。刘光文把国际上大量水文科学的成就引入中国，译有《水文分析与计算》、《工程水文学》等。他还主编了《英汉水文学词汇》。

## 纪念
2010年河海大学与中华人民共和国水利部水文局联合举行了刘光文先生百年诞辰系列纪念活动。